# Hermann Fricke (Baumeister)
Heinrich August Wilhelm Hermann Fricke (* 27. April 1851 in Königslutter am Elm; † 24. April 1906 in Wolfenbüttel) war ein deutscher Architekt und herzoglich braunschweigischer Baubeamter.

## Leben
Fricke wurde als Sohn eines Maurermeisters in Königslutter geboren, besuchte das Realgymnasium in Braunschweig und studierte anschließend Architektur an der Polytechnischen Schule Braunschweig. 1872 bestand er das erste, 1875 das zweite Staatsexamen. 1876 legte er die Baumeisterprüfung ab.
Nach Studienreisen durch Süddeutschland und Italien wurde er 1878 zum Herzoglichen Baumeister ernannt. Noch im gleichen Jahr wurde ihm die Bauleitung für die Errichtung des neuen Post- und Telegraphengebäudes in Braunschweig übertragen. 1889 lieferte er den Entwurf für den Neubau der Kirche in Beinum. 1891 errichtete er das Haus für die Herzogliche Finanzbehörde. Ab 1894 war er Kreisbauinspektor. 1894 errichtete er die Waldgaststätte Tetzelstein zwischen Königslutter und Schöppenstedt im Elm im schweizerischen Baustil.
1897 wurde er nach Schöningen versetzt. Er fertigte unter anderem Entwürfe für die Saline in Schöningen, das Theater in Wolfenbüttel und das Kurhaus in Bad Harzburg. 1901 zog er wieder nach Wolfenbüttel, wo er im Alter von 54 Jahren starb.